# Seewald (gmina)
Seewald – miejscowość i gmina w Niemczech, w kraju związkowym Badenia-Wirtembergia, w rejencji Karlsruhe, w regionie Nordschwarzwald, w powiecie Freudenstadt, wchodzi w skład wspólnoty administracyjnej  Freudenstadt. Leży w Schwarzwaldzie, ok. 13 km na północ od Freudenstadt.

## Dzielnice
Allmandle, Besenfeld, Eisenbach, Erzgrube, Göttelfingen, Hochdorf, Morgental, Omersbach, Schernbach, Schorrental i Urnagold.